# Neil Nugent
Neil Algernon David Nugent (6. prosinca 1926.) je bivši engleski hokejaš na travi. 
Osvojio je brončano odličje na hokejaškom turniru na Olimpijskim igrama 1952. u Helsinkiju igrajući za Uj. Kraljevstvo. Igrao je na dvama susretima kao napadač. Postigao je jedan pogodak. Zbog ozljede nije igrao dalje. Stoga nije primio odličje kad i ostatak momčadi. 58 godina poslije (2010.) je dobio odličje zajedno s kolegom Derekom Dayom, jer je nekad bilo predviđeno samo 11 odličja, pa su Day i Nugent odustali za kolege.

## Vanjske poveznice
- Profil na Sports-Reference.com  Arhivirana inačica izvorne stranice od 13. studenoga 2014. (Wayback Machine)
- Profil na Database Olympics